# Denk bloß nicht, ich heule
Pour plus de détails, voir Fiche technique et Distribution.
Denk bloß nicht, ich heule est un film allemand réalisé par Frank Vogel en 1965. Il a été interdit jusqu'en 1990 en raison de sa critique sociale. Il a mis en évidence l'oppression des jeunes élèves dans les écoles est-allemandes.

## Synopsis
Peter Naumann fait comprendre à son père malade qu'il ne veut pas signer le contrat d'enseignement qui lui a été proposé après avoir été expulsé de l'école. Cela lui donne l'occasion de réfléchir à voix haute à sa vie, alors que sa femme doit lui fournir de l'alcool. Ce qui le dérange le plus, c'est qu'en tant qu'ancien communiste, il a été exclu du SED, ce qui l'a amené à lancer une attaque totale contre son rôle dirigeant en RDA. Mais il apparaît également qu'il a brûlé son livret d'adhésion au KPD en 1933 parce qu'il ne voulait pas aller dans un camp de concentration. Il dit : « La chose la plus importante dans la vie, c'est de vivre. » Après avoir laissé ses économies à son fils, il s'effondre et meurt.

## Fiche technique
- Réalisation : Frank Vogel
- Scénario : Manfred Freitag, Joachim Nestler
- Photographie : Günter Ost
- Montage : Helga Krause
- Musique : Hans-Dieter Hosalla
- Date de production : 1965
- Langue : allemand
- Format : Noir et blanc[3]
- Pays de production :  Allemagne de l'Est
- Durée : 91 minutes
- Dates de sortie :
  - Allemagne de l'Est : 13 février 1990 (Berlinale 1990) et 27 avril 1990
  - Allemagne : février 2024 (Berlinale 2024)

## Distribution
- Peter Reusse : Peter Neumann
- Anne-Kathrein Kretzschmar (de) : Anne
- Hans Hardt-Hardtloff (de) : le père d'Anne
- Jutta Hoffmann : Uschi
- Helga Göring : Frau Naumann
- Harry Hindemith : Herr Naumann
- Herbert Köfer : Herr Röhle
- Fred Delmare : Brigadier
- Arno Wyzniewski (en) : Dieter

## Distinctions
Le film remporte le Prix FIPRESCI et le prix Interfilm lors de la Berlinale 1990.